# Книга Mozilla
Книга Mozilla або Книга Мозілли (англ. The Book of Mozilla) — великоднє яйце, вбудоване в браузери серії Netscape та Mozilla, і програм, засновані на них. Вперше з'явилось в браузері Netscape 1.1, випущеному в 1995 році.
Існує вісім офіційних версій "Книги Мозілли", які були включені в дистрибутиви, хоча в Інтернеті можна знайти різні неофіційні вірші. Всі вісім офіційних віршів мають посилання на біблійні глави і вірші, хоча насправді це посилання на важливі дати в історії Netscape і Mozilla.
У всіх восьми віршах йдеться про діяльність страхітливого "звіра". На початку своєї діяльності компанія Netscape Communications мала талісманом зелену вогнедишну ящірку, схожу на дракона, відому як Mozilla (за кодовою назвою Netscape Navigator 1.0). Звідси можна припустити, що "звір", про якого йдеться у "Книзі Мозілли", є різновидом вогнедишної ящірки, яку можна розглядати як метафору або уособлення Netscape.
Хоча частина привабливості "Книги Мозілли" походить від таємничої природи, знання історії Netscape і Mozilla може бути використане для вилучення певного сенсу з віршів. Крім того, на сторінці "Книги Мозілли" є анотації до кожного з першого, другого, третього і п'ятого віршів, приховані у вигляді коментарів у вихідному HTML-коді. Ці коментарі були написані Валеріо Капелло у травні 2004 року і додані на сайт Фонду Мозілли Ніколасом Бебутом у жовтні того ж року. Ні Капелло, ні Бебут не є "основними" особами, які приймають рішення в Mozilla; і немає жодних доказів того, що інтерпретації Капелло отримали якесь схвалення на високому рівні від вищого керівництва Mozilla Foundation.

## Приклад
| Звір отримав нове обличчя і вивчив шляхи Часу і Простору і Світла і Потоку енергії через Всесвіт. Зі своїх досліджень, Звір виліпив нові структури з окисненого металу і оголосив їх славу. І послідовники Звіра раділи, знаходячи оновлений сенс в цих настановах. |
| з Книги Mozilla, 11:14 |